# Ischasioides
Ischasioides is een kevergeslacht uit de familie van de boktorren (Cerambycidae). De wetenschappelijke naam van het geslacht werd voor het eerst geldig gepubliceerd in 2003 door Tavakilian & Peñaherrera.

## Soorten
Ischasioides omvat de volgende soorten:
- Ischasioides berkovae Martins, Santos-Silva & Clarke, 2012
- Ischasioides crassitarsis (Gounelle, 1911)
- Ischasioides giesberti Santos-Silva, Bezark & Martins, 2012
- Ischasioides gounellei Tavakilian & Peñaherrera, 2003